# Роман (Кимович)
Митрополит Роман (в миру Дми́трий Дми́триевич Кимо́вич; 14 октября 1971, село Плоская, Черновицкая область) — архиерей Украинской православной церкви, митрополит Конотопский и Глуховский.

## Биография
В 1989 году закончил Плосковскую среднюю школу. В том же году призван на службу в ряды Советской Армии.
В 1991 году поступил послушником в Свято-Успенскую Почаевскую Лавру и зачислен в число братии монастыря.
С 1992 по 1996 год обучался в Почаевской Духовной Семинарии, параллельно нёс послушание библиотекаря и экскурсовода Лавры.
23 декабря 1993 года принял монашество с именем Роман.
20 февраля 1994 года за Божественной Литургией епископом Феодором (Гаюном), наместником Лавры, рукоположён в сан иеродиакона.
15 февраля того же года Духовным Собором Почаевской Лавры назначен первым помощником Благочинного Лавры.
2 июня 1995 года назначен на послушание уставщика Лавры и регентом братского хора.
18 июня 1995 года в Свято-Успенском Соборе епископом Феодором рукоположён в сан иеромонаха.
В 1996 году назначен регентом Архиерейского хора Почаевской Лавры.
10 мая 2001 года Митрополитом Киевским и всея Украины Владимиром (Сабоданом) возведён в сан игумена.
14 декабря 2007 году решением Священного Синода УПЦ был назначен наместником Рождества Богородицы мужского монастыря в селе Городище Шепетовского района.
В 2008 году был возведён в сан архимандрита с правом использования жезла епископом Владимиром (Мельником).
9 января 2009 года получил право носить игуменский посох.
5 мая 2009 года награждён орденом в честь 1020-летия Крещения Руси.
16 октября 2010 года награждён орденом по случаю празднования 450-летия перенесения на Волынь Почаевской иконы Божьей Матери.
В 2011 году окончил Ужгородскую Украинскую Богословскую Академию и получил диплом магистра богословия.
20 июля 2012 года Синодом Украинской Православной Церкви избран епископом Конотопским и Глуховским.
Наречен во епископа 21 июля в храме Всех святых киевского Свято-Пантелеимонова монастыря в Феофании. Чин наречения возглавил митрополит Киевский и всея Украины Владимир.
22 июля 2012 года в соборном храме Свято-Пантелеимоновского женского монастыря в Феофании хиротонисан во епископа. Хиротонию совершили митрополит Киевский и всея Украины Владимир (Сабодан), митрополит Вышгородский и Чернобыльский Павел (Лебедь), митрополит Почаевский Воладимир, архиепископ Бориспольский Антоний (Паканич), архиепископ Яготинський Серафим (Демьянов), архиепископ Переяслав-Хмельницкий и Вишневский Александр (Драбинко), архиепископ Городницкий Александр (Нестерчук), епископ Александрийский и Светловодський Антоний (Боровик), епископ Васильковский Пантелеимон (Поворознюк), епископ Шепетовский и Славутский Дионисий (Константинов).
17 августа 2022 года за Литургией на соборной площади Киево-Печерской лавры митрополитом Онуфрием возведён в сан митрополита.